# The Treasures Within
The Treasures Within è il secondo album del gruppo musicale death metal svedese Merciless, pubblicato nel 1992 dalla Active Records e ripubblicato nel 2003 dalla Osmose Productions.

## Tracce
1. Branded by Sunlight – 4:33
2. Mind Possession – 4:09
3. Darkened Clouds – 3:22
4. The Book of Lies – 4:36
5. Perish – 4:17
6. Shadows of Fire – 4:23
7. Lifeflame – 4:17
8. Act of Horror – 2:29
9. The Treasures Within – 4:19
10. Dying World – 4:13
11. Book of Lies (Demo) – 4:02
12. Nuclear Attack – 2:37